# 克拉拉·米伦
克拉拉·米伦（瑞典語：Klara Myrén，1991年5月25日—），瑞典女子冰球运动员，场上位置是前锋。她曾代表瑞典国家队参加2010年冬季奥林匹克运动会冰球比赛，获得第4名。